# 창원시 진해구 (선거구)
창원시 진해구는 대한민국의 국회의원 선거구이다. 경상남도 창원시 진해구 일대를 관할한다. 현 지역구 국회의원은 국민의힘의 이종욱이다.

## 역사
2010년 7월 1일을 기해 마산시, 창원시, 진해시가 통합되면서 통합 창원시가 출범했다. 또한 창원시에 구제가 실시되면서 진해시 전 지역에 진해구가 신설되었다. 이에 제19대 국회의원 선거를 앞두고 진해시 선거구가 창원시 진해구 선거구로 개편되었다.

## 관할 구역
| 대수  | 관할 구역          |
| ----- | ------------------ |
| 19대~ | 창원시 진해구 일원 |

## 역대 국회의원
| 선거   | 정당 | 정당       | 의원   |
| ------ | ---- | ---------- | ------ |
| 2012년 |      | 새누리당   | 김성찬 |
| 2016년 |      | 새누리당   | 김성찬 |
| 2020년 |      | 미래통합당 | 이달곤 |
| 2024년 |      | 국민의힘   | 이종욱 |

## 역대 선거 결과

### 대한민국 제19대 국회의원 선거
|  | 58.64% |

|  | 35.26% |

|  | 3.24% |

|  | 2.13% |

|  | 0.70% |

### 대한민국 제20대 국회의원 선거
|  | 51.27% |

|  | 29.33% |

|  | 19.39% |

### 대한민국 제21대 국회의원 선거
|  | 50.22% |

|  | 48.86% |

|  | 0.91% |

### 대한민국 제22대 국회의원 선거
|  | 50.24% |

|  | 49.75% |